# Futbol Club Barcelona 1985-1986
Questa voce raccoglie le informazioni riguardanti il Futbol Club Barcelona nelle competizioni ufficiali della stagione 1985-1986.

## Maglie e sponsor
Lo sponsor tecnico per la stagione 1985-1986 è Meyba.
| Casa | Trasferta | Portiere | Portiere |  |

## Organigramma societario
Area direttiva
- Presidente: Josep Lluís Núñez

Area tecnica
- Allenatore: Terry Venables
- Allenatori in seconda: Allan Harris

## Rosa
| N. |                   | Ruolo | Calciatore            |
| -- | ----------------- | ----- | --------------------- |
|    | Spagna (bandiera) | P     | Urruti                |
|    | Spagna (bandiera) | P     | Amador Lorenzo        |
|    | Spagna (bandiera) | D     | José Ramón Alexanko   |
|    | Spagna (bandiera) | D     | Julio Alberto         |
|    | Spagna (bandiera) | D     | Migueli               |
|    | Spagna (bandiera) | D     | Gerardo Miranda       |
|    | Spagna (bandiera) | D     | Josep Moratalla       |
|    | Spagna (bandiera) | D     | Manolo                |
|    | Spagna (bandiera) | D     | Ángel Pedraza         |
|    | Spagna (bandiera) | D     | Esteve Fradera Serrat |
|    | Spagna (bandiera) | C     | Ramón María Calderé   |
|    | Spagna (bandiera) | C     | Víctor (capitano)     |

| N. |                     | Ruolo | Calciatore              |
| -- | ------------------- | ----- | ----------------------- |
|    | Germania (bandiera) | C     | Bernd Schuster          |
|    | Spagna (bandiera)   | C     | Tente Sánchez           |
|    | Spagna (bandiera)   | C     | Urbano Ortega           |
|    | Spagna (bandiera)   | A     | Francisco José Carrasco |
|    | Spagna (bandiera)   | A     | Marcos Alonso Peña      |
|    | Spagna (bandiera)   | A     | Paco Clos               |
|    | Paraguay (bandiera) | A     | Raúl Amarilla           |
|    | Spagna (bandiera)   | A     | Pichi Alonso            |
|    | Spagna (bandiera)   | A     | Esteban Vigo            |
|    | Scozia (bandiera)   | A     | Steve Archibald         |
|    | Spagna (bandiera)   | A     | Juan Carlos Pérez Rojo  |